# Ach Gott, vom Himmel sieh darein, BWV 2

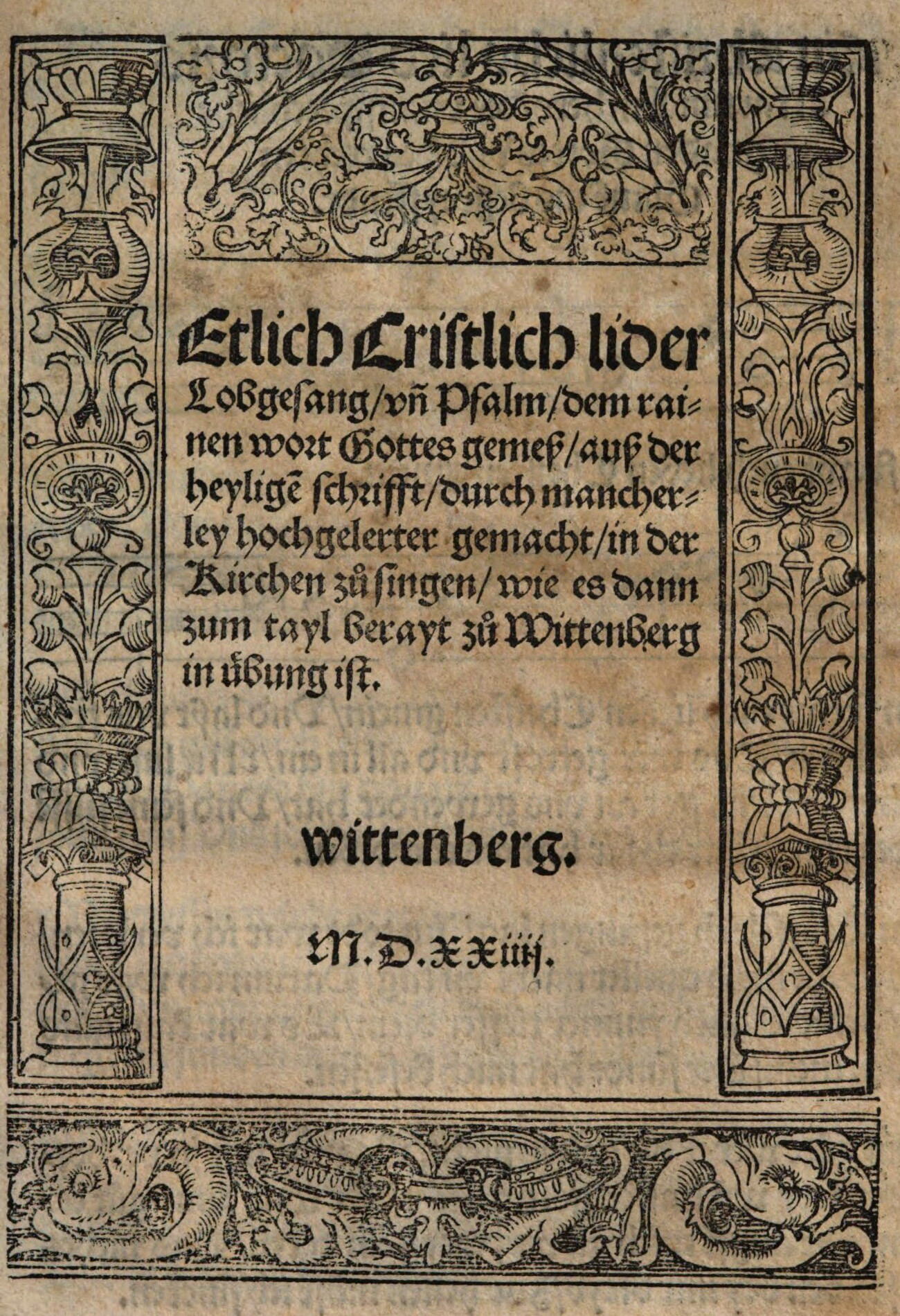
Portada del primer Himnario Luterano.

Ach Gott, vom Himmel sieh darein, BWV 2 (Oh Dios, mira desde el cielo) es una cantata de iglesia escrita por Johann Sebastian Bach en Leipzig para el segundo domingo después de la Trinidad y estrenada el 18 de junio de 1724. Está basada en el himno homónimo de Martín Lutero, publicado en 1524 en el primer Himnario Luterano.

## Historia
Bach compuso esta obra durante su segundo año como Thomaskantor en Leipzig para el segundo domingo después de la fiesta de la Trinidad. Fue la segunda de su segundo ciclo anual de cantatas corales, que había empezado con O Ewigkeit, du Donnerwort, BWV 20 para el primer domingo después de la Trinidad de 1724. La cantata fue interpretada por primera vez el 18 de junio de 1724.

## Análisis

### Texto
Las lecturas establecidas para ese día eran de la primera epístola de Juan, "quien afirme que conoce a Dios o que está en él pero no ama a su hermano, es un mentiroso" (1 Juan 3:17-18), y del evangelio según San Lucas, la parábola del banquete de bodas (Lucas 14:16-24).
La cantata se basa en el coral de seis versos "Ach Gott, vom Himmel sieh darein" publicado por Martín Lutero en 1524, en su Achtliederbuch, parafraseando el Salmo 12 (Salmos 12). El texto se utiliza sin cambios en los movimientos 1 y 6. Un poeta desconocido transcribió las ideas de los versos 2 a 5 en recitativos y arias.

### Instrumentación
La obra está escrita para tres solistas vocales (alto, tenor y bajo) y un coro a cuatro voces; cuatro trombones, dos oboes, dos violines, viola y bajo continuo. Los trombones tocan colla parte, es decir, al unísono con el coro.

### Estructura
Consta de seis movimientos:
1. Coro: Ach Gott, vom Himmel sieh darein (Oh Dios, mira desde el cielo)
2. Recitativo (tenor): Sie lehren eitel falsche List (Enseñan una falsa artimaña)
3. Aria (alto): Tilg, o Gott, die Lehren (Redime, o Dios, las enseñanzas)
4. Recitativo (bajo): Die Armen sind verstört (Los pobres están conturbados)
5. Aria (tenor): Durchs Feuer wird das Silber rein (La plata se purificará con fuego)
6. Coral: Das wollst du, Gott, bewahren rein (Eso quieres, Dios, que permanezca puro)

En el primer y último movimientos, que utilizan las palabras originales del coral luterano, el estilo musical es «arcaico»; los instrumentos incluyen un coro de trombones doblando las voces. En el primer movimiento la melodía del coral es cantada por la contralto en notas largas, doblada por dos oboes. Cada línea es preparada por entradas fugadas de las otras voces sobre el mismo tema. El segundo movimiento es un recitativo secco, que cambia a arioso durante dos líneas que se asemejan a las palabras de la coral, con la indicación adagio. El aria de contralto está escrita en estilo "moderno", con un violín solista en animada figuración. El recitativo del bajo es acompañado por las cuerdas. Por el contrario, el aria del tenor es acompañada por un concierto de los oboes y cuerdas, que permanecen en silencio en la sección central hasta su transición hacia el da capo. El coral de cierre es un arreglo para cuatro voces.

## Discografía selecta
De esta pieza se han realizado una serie de grabaciones entre las que destacan las siguientes:
- 1971 – J.S. Bach: Das Kantatenwerk Vol. 1. Nikolaus Harnoncourt, Wiener Sängerknaben, Chorus Viennensis, Concentus Musicus Wien, Paul Esswood, Kurt Equiluz, Max van Egmond (Teldec)
- 1979 – Die Bach Kantate Vol. 39. Helmuth Rilling, Gächinger Kantorei, Bach-Collegium Stuttgart, Helen Watts, Aldo Baldin, Walter Heldwein (Hänssler)
- 1998 – J.S. Bach: Complete Cantatas Vol. 10. Ton Koopman, Amsterdam Baroque Orchestra & Choir, Michael Chance, Paul Agnew, Klaus Mertens (Antoine Marchand)
- 1999 – Bach Edition Vol. 12. Cantatas Vol. 6. Pieter Jan Leusink, Holland Boys Choir, Netherlands Bach Collegium, Sytse Buwalda, Knut Schoch, Bas Ramselaar (Brilliant Classics)
- 1999 – Bach Cantatas Vol. 2. John Eliot Gardiner, Monteverdi Choir, English Baroque Soloists, Daniel Taylor, James Gilchrist, Stephen Varcoe (Archiv Produktion)
- 2001 – J.S. Bach: Cantatas for the First and Second Sundays After Trinity. Craig Smith, Orquesta y coro de Emmanuel Music, Susan Trout, William Hite, Paul Guttry (Koch International)
- 2002 – J.S. Bach: "O Ewigkeit du Donnerwort". BWV 2, 20 & 176. Philippe Herreweghe, Collegium Vocale Gent, Ingeborg Danz, Jan Kobow, Peter Kooy (Harmonia Mundi France)
- 2004 – J.S. Bach: Cantatas Vol. 29. Masaaki Suzuki, Bach Collegium Japan, Concerto Palatino Brass Ensemble, Pascal Bertin, Gerd Türk, Peter Kooy (BIS)
- 2007 – J.S. Bach: Cantatas for the Complete Liturgical Year Vol. 7 BWV 20, 2 & 10. Sigiswald Kuijken, La Petite Bande, Siri Thornhill, Petra Noskaiová, Marcus Ullmann, Jan van der Crabben (Accent)

## Rreferencias
1. 1 2  Wolff, Christoph (2008). Johann Sebastian Bach El Musico Sabio. Robinbook. p. 296. ISBN 978-84-96924-40-6.
2. 1 2 3 4 5  Dürr, Alfred (2006). The Cantatas of J. S. Bach: With Their Librettos in German-English Parallel Text. OUP Oxford. pp. 402-405. ISBN 978-0-19-929776-4.
3. 1 2 3  «BWV 2». Bach-cantatas.com. Consultado el 2 de agosto de 2023.
4. 1 2 3  «BWV 2». Jsbach.org. Consultado el 2 de agosto de 2023.
5. 1 2  «BWV 2». Universidad de Leipzig. Consultado el 2 de agosto de 2023.
6. 1 2  «BWV 2». Cantatasdebach.com. Consultado el 2 de agosto de 2023.
7. 1 2  Hofmann, Klaus (2004). «Ach Gott, vom Himmel sieh darein, BWV 2». Bach-cantatas.com. p. 6. Consultado el 2 de agosto de 2023.
8. ↑  Sanford Terry, C.; Litti, D. (1917). «Bach's Cantata Libretti». Proceedings of the Royal Musical Association 44 (1): 71-125. ISSN 0958-8442. doi:10.1093/jrma/44.1.71.
9. ↑  Chafe, Eric (2003). Analyzing Bach Cantatas. Oxford University Press. p. 129. ISBN 978-0-19-988297-7.
10. ↑  Stauffer, George B. (2003). Bach, the Mass in B Minor: The Great Catholic Mass. Yale University Press. p. 226. ISBN 978-0-300-09966-9.
11. ↑  Mincham, Julian. «Chapter 3 BWV 2 Ach Gott, vom Himmel sieh darein». Jsbachcantatas.com. Consultado el 2 de agosto de 2023.
12. ↑  Gardiner, John Eliot (2006). «Cantatas for the Second Sunday after Trinity». Bach-cantatas.com. p. 1. Consultado el 2 de agosto de 2023.